# Роджер Воткінс
Роджер Майкл Воткінс (англ. Roger Michael Watkins; 17 вересня 1948, Бінгемтон, Нью-Йорк ― 6 березня 2007, Апалачин, Нью-Йорк) — американський актор, сценарист, режисер, продюсер і монтажер, відомий як творець грайндхаусного фільму жахів «Останній будинок на тупиковій вулиці».

## Біографія
Воткінс народився в Бінгемтоні, Нью-Йорк. У 1971 році він закінчив Університет штату Нью-Йорк в Онеонті зі ступенем бакалавра з англійської літератури. Під час навчання він побував в Англії, де робота у кінорежисера Фредді Френсіса. Після повернення в США він продовжив свою роботу з кіно, співпрацюючи з Отто Премінджером і Ніколасом Реєм. Він одружився з Марсією Елліотт в 1972 році, в шлюбі з якою народилося двоє дітей.
У 1973 році він знімає свій перший фільм «Останній будинок на тупиковій вулиці», сценаристом, режисером, продюсером, монтажером і виконавцем головної ролі якого він був. Наприкінці 70-х Воткінс почав працювати в індустрії фільмів для дорослих, написавши сценарій до фільму «Містика» (1979) режисера Роберти Фіндлі. Наступного року він почав знімати повнометражні фільми для дорослих під псевдонімом Річард Малер. Його найбільш впізнавані фільми для дорослих, серед яких «Її звали Ліза» (1979), «Опівнічна спека» (1983), «Корупція» (1983) і «Американський вавилон» (1985) скоріше є артхаусом ніж порнографією.
Уоткінс помер 6 березня 2007 року у віці 58 років в Апалачині, Нью-Йорк.

## Фільмографія

### Актор
- 1972 — «Останній будинок на тупиковій вулиці» — Террі Хоукінс
- 1976 — «Лікарі» — Доктор Слокомб
- 1986 — «Хребет»

### Сценарист
- 1972 — «Останній будинок на тупиковій вулиці»
- 1979 — «Рожеві леді», «Містика», «Її звали Ліза»
- 1980 — «Тіні розуму»
- 1981 — «Плювальниця», «День з життя… космополіток»
- 1983 — «Опівнічна спека», «Корупція»
- 1985 — «Американський вавилон»
- 1988 — «Декаданс»

### Режисер
- 1972 — «Останній будинок на тупиковій вулиці»
- 1979 — «Рожеві леді», «Її звали Ліза»
- 1980 — «Тіні розуму»
- 1981 — «Плювальниця», «День з життя… космополіток»
- 1983 — «Опівнічна спека», «Корупція»
- 1985 — «Американський вавилон»
- 1988 — «Декаданс»

### Продюсер
- 1972 — «Останній будинок на тупиковій вулиці»
- 1983 — «Корупція»
- 1986 — «Скорпіон», «Месник»

### Монтажер
- 1972 — «Останній будинок на тупиковій вулиці»
- 1979 — «Рожеві леді»
- 1980 — «Тіні розуму»
- 1981 — «Плювальниця», «День з життя… космополіток»
- 1983 — «Корупція»
- 1985 — «Американський вавилон»